# Вторжение в Канаду
Вторжение в Канаду или Вторжение в провинцию Квебек (англ. Invasion of Quebec, фр. Invasion du Québec) — первая важная военная инициатива недавно сформированной Континентальной армии во время американской войны за независимость. Целью кампании являлось обретение контроля над британской провинцией Квебек, а также присоединение франкоканадцев к участию в войне на стороне тринадцати колоний. Поражение Континентальной армии привело к обособлению пробританской Канады от США.
Первая экспедиция (1700 ополченцев) под предводительством Монтгомери отправилась из форта Тикондерога, захватила форт Сен-Жан и город Монреаль, едва не взяв в плен Гая Карлтона. Второй отряд покинул город Кембридж (Массачусетс), и через неосвоенные территории Новой Англии, испытывая большие трудности, отправился к Квебеку.
Экспедиция Монтгомери вышла из Тикондероги в конце августа, и в середине сентября начала осаду форта Сен-Жан — южного пункта обороны Монреаля. Когда в ноябре форт пал, Карлтон отступил к Квебеку, а Монреаль был взят американцами без боя. Монтгомери выступил из Монреаля на Квебек, хотя у его армии заканчивались сроки службы и она начала сокращаться в размере. Около Квебека Монтгомери соединился с армией Бенедикта Арнольда, которая вышла к Квебеку другим путём и тоже страдала от нехватки продовольствия и боеприпасов. Объединённые армии атаковали Квебек, но были разбиты в сражении при Квебеке 31 декабря 1775 года. Монтгомери погиб, Арнольд был ранен в ногу, а оборонявшиеся потеряли только несколько бойцов. С оставшимися силами Арнольд продолжал осаду города до мая 1776 года, но, когда англичане получили подкрепления, счёл благоразумным отвести свои войска. Правивший в Монреале генерал Дэвид Вустер своими действиями раздражил местных сторонников и противников американцев.
Британия отправила к месту боевых действий несколько тысяч солдат (включая гессенцев) под командованием генерала Джона Бергойна, которые прибыли в Квебек 6 мая 1776 года. Обезопасив Квебек, Карлтон начал контрнаступление вдоль реки Ришельё, намереваясь выйти в долину Гудзона через озеро Шамплейн, и в конечном счёте отрезать Новую Англию от остальных колоний. Колонисты под командованием Арнольда отступили к озеру Шамплейн, бросив артиллерию и обоз.
Но они смогли воспрепятствовать британцам. Главную роль сыграла импровизированная флотилия Арнольда. Пока она господствовала на озере, перевозить войска британцы не могли. Оттеснив поражённые оспой и дезорганизованные американские силы за озеро, Карлтон приказал перевезти и собрать в истоке Ришельё собственные корабли. Операция заняла все лето, и только 4 октября его флотилия была готова. С 10 по 13 октября флотилия Арнольда была разбита. Но Арнольд выполнил свою задачу: он оттянул продвижение Карлтона, навигация заканчивалась, британцы не смогли в 1776 взять форты Краун-Пойнт и Тикондерога. И тем более не смогли утвердиться в верхнем течении Гудзона.
Окончание кампании подготовило почву для дальнейших боевых действий Бергойна в 1777 году, целью которых было получение контроля над рекой Гудзон и соединение с британской армией в Нью-Йорке.

## Название
Целью военной кампании был получение контроля над британской провинцией Квебек, которую в 1775 году часто именовали как «Канада». Так, в послании второго континентального конгресса к Филипу Скайлеру указывалось «немедленно завладеть Сен-Джоном, Монреалем, и любыми другими частями страны», и «проводить другие мероприятия в Канаде» которые могут «укрепить мир и безопасность» колоний. Территория, именовавшаяся британцами как Квебек, большей частью вплоть до 1763 года была французской провинцией Канада, которую метрополия передала Великобритании согласно Парижскому мирному договору, окончившему франко-индейскую войну.

## Предыстория
Летом 1775 года с битвы при Лексингтоне и Конкорде стартовала война за независимость североамериканских колоний. Далее британские войска были блокированы в Бостоне, осадой которого занялось местное ополчение. В мае 1775 Бенедикт Арнольд и Итан Аллен захватили форт Тикондерога и форт Краун-Пойнт, а также совершили набег на форт Сен-Жан в Квебеке, так как имели данные об их слабой защите и наличии там артиллерии. В июне в Тикондероге и Краун-Пойнте было размещено около 1 000 милиционеров из Коннектикута под командованием Бенджамина Хинмана.

### Решение конгресса
Собравшийся в 1774 году первый континентальный конгресс в письме от 26 октября предложил франкоканадцам участвовать во втором своём заседании в мае 1775 года. Во время заседания второго континентального конгресса было отправлено второе письмо, но оба документа остались без ответа.
После захвата форта Тикондерога Арнольд и Аллен посчитали необходимым удерживать форт в своих руках, чтобы британцы не смогли разделить силы колонистов, и что бы при необходимости использовать его как базу для наступления на город Квебек. Каждый из них независимо друг от друга готовил экспедицию в Провинцию Квебек, предполагая, что отряда в 1200—1500 человек будет вполне достаточно чтобы выбить оттуда британских военных. Первоначально Конгресс приказал покинуть занятые форты, указав Нью-Йорку и Коннектикуту снабдить эти войска продовольствием и материалами для ведения оборонительных действий, но общественные выступления из Новой Англии и Нью-Йорка изменили его решение. Когда стало понятно, что губернатор Квебека Гай Карлтон укрепил форт Сен-Жан и пытается привлечь на свою сторону племена ирокезов, Конгресс решил занять более активную позицию. 27 июня 1775 года он предоставил генералу Филипу Скайлеру полномочия для планирования и, если это будет возможно, организации вторжения. Находившийся теперь под его командованием Бенедикт Арнольд был направлен к генералу Джорджу Вашингтону чтобы взять под своё командование отряд для наступления на город Квебек.

### Действия британцев
После набега на Сен-Жан генерал Карлтон, осознавая возможную угрозу со стороны американских колонистов, запросил подкрепления у находившегося в Бостоне генерала Томаса Гейджа. Также к защите городов Монреаль и Квебек была привлечена местная милиция, хотя их участие дало лишь ограниченный успех. В ответ на захват Тикондероги и набега губернатор отправил 700 солдат для защиты последнего укрепления, находившегося около реки Ришельё южнее Монреаля, приказав начать строительство кораблей для их дальнейшего применения на озере Шамплейн, также рекрутировав для ведения оборонительных действий около сотни индейцев мохоков. Сам Карлтон вместе со 150 солдатами остался в Монреале, так как основной упор в обороне провинции был возложен на форт Сен-Жан. Защита города Квебек была поручена лейтенант-губернатору Гектору Крамахе.

### Переговоры с индейскими племенами
Британский лоялист и агент по делам индейцев Гай Джонсон в то время проживал в долине Мохок, и после начала конфликта между патриотами и лоялистами решил покинуть штат. С отрядом в 200 лоялистов и индейцев-мохоков он направился в форт Онтарио, где 17 июня договорился с вождями мохоков и гуронов о том, что они будут поддерживать сторонников короля, тревожить набегами патриотов и охранять британские линии снабжения. После этого он направился в Монреаль, где на встрече генерала Карлтона с более чем 1 500 индейцами были достигнуты схожие соглашения. Больше всего в этих соглашениях участвовали мохоки, а остальные племена Ирокезской конфедерации избегали этих встреч с целью сохранения нейтралитета. Многие мохоки остались рядом с Монреалем после встречи с губернаторов; однако, так как было неясно, вторгнутся ли американцы в 1775 году, в середине августа большая часть индейцев ушла домой.
Континентальный конгресс стремился не допустить втягивания ирокезов в войну. В июле 1775 году миссионер Самюэль Киркланд, обладавший влиянием среди племени онайда, предоставил им заявление Конгресса о том, что «мы желаем чтобы вы оставались дома, и не вступали на чью-либо сторону, но держали топор глубоко зарытым». Пока онайда и тускарора оставались нейтральными, многие представители первого племени поддерживали повстанцев. Вести об организованной Джонсоном встрече в Монреале дали повод генералу Скайлеру, также имевшему доверие со стороны паствы Киркланда, организовать в середине августа конференцию в городе Олбани. Присутствовавшим на неё 400 индейцев (в основном представители онайда и тускакора и несколько мохоков), Скайлер разъяснил суть противостояния между колониями и Великобританией, указав на то, что они защищают свои права и не желают завоеваний. Собравшиеся индейские вожди согласились придерживаться нейтралитета, а вождь мохоков охарактеризовал конфликт как «семейное дело» и сказал, что «они будут сидеть и наблюдать за борьбой». Однако они получили уступки со стороны колонистов, включая обещания решить проблему захвата их земель белыми поселенцами.

## Экспедиция Монтгомери
Ведущую роль в грядущей наступательной операции была у Филипа Скайлера, который должен был пройти озеро Шамплейн и занять города Монреаль и Квебек. В состав этой группировки входили отряды из Нью-Йорка, Коннектикута и Нью-Гэмпшира, а также подчинявшиеся Сету Уорнеру участники паравоенной организации Green Mountain Boys, а снабжение было полностью возложено на Нью-Йорк. Однако Скайлер действовал чрезвычайно осторожно, и к середине августа колонисты получили данные о том, что Карлтон усилил оборону в окрестностях Монреаля и заручился поддержкой среди части местных племён.

### Прибытие к форту Сен-Жан
25 августа 1775 года во время пребывания Скайлера на индейской конференции, Монтгомери стало известно об окончании строительства кораблей в форте Сен-Жан. Воспользовавшись отсутствием Скайлера и чётких установок касательно передвижения войск, он во главе отряда в 1 200 солдат к 4 сентября прибыл к острову Иль-о-Нуа на реке Ришельё. Скайлер, успевший за это время заболеть, нагнал войска по пути. У него было письмо к канадцу Джеймсу Ливингстону, который был готов помочь американцам привлечением на их сторону местных милиционеров, находившихся к югу от Монреаля. На следующий день войска спустились по реке к форту Сен-Жан, где после кратковременной стычки вернулись на исходные позиции. В схватке участвовали в основном индейские союзники Великобритании, не получившие поддержки со стороны гарнизона, из-за чего индейцы решили покинуть зону конфликта. Другие индейские союзники британцев были перехвачены при переходе из Канаваке отрядом онайдов, которые убедили их вернуться в родные деревни. Туда прибыли Гай Джонсон, Даниэль Клаус и Джозеф Брант, желавшие заручиться поддержкой мохоков, но онайда разъяснили своим собратьям условия конференции в Олбани, после чего британцы покинули индейцев без каких-либо результатов.
После первого боя стало ясно, что генерал Скайлер из-за болезни не способен командовать, так что он передал свои полномочия Монтгомери и спустя несколько дней отправился в форт Тикондерога. Вскоре прибыли подкрепления в составе отрядов из Коннектикута, Нью-Йорка и от Green Mountain Boys общей численностью 800—1000 человек, после чего 17 сентября Монтгомери решил начать осаду форта Сен-Жан, также прервав сообщение с Монреалем и захватив предназначенные для укрепления материалы. Итан Аллен попал в плен спустя неделю во время боя при Лонг-пуант, когда вопреки инструкциям попытался взять Монреаль со своим малочисленным отрядом. Этот провал вызвал кратковременную поддержку британцев местными ополченцами, однако вскоре они начали дезертировать. Несмотря на то, что 30 октября провалилось покушение на Карлтона, форт сдался американцам 3 ноября.

### Оккупация Монреаля
После этого Монтгомери направился на север, где 8 ноября занял остров Сен-Поль на реке Святого Лаврентия, на следующий день вступил в Пуант-Сен-Шарль, где был принят как освободитель. Монреаль был сдан без серьёзного сопротивления 13 ноября, а Карлтон заранее покинул город, посчитав невозможным организовать его защиту в условиях повального дезертирства ополченцев и сдачи Сен-Жана. Губернатор чудом избежал плена, так как часть наступавших перешла реку ниже течения, а ветер мешал британским кораблям покинуть город. Около города Сорель их настигли американские парламентёры, требовавшие капитуляции от экипажа конвоя, иначе он будет расстрелян батареями на нижнем течении реки. Имея неверные данные о силе артиллерии в этом районе, Карлтон решил покинуть корабль, приказав морякам уничтожить амуницию и порох в случае возможной капитуляции. 19 ноября британская флотилия сдалась в плен, а губернатор смог пробраться в Квебек под видом обывателя. Среди пленённых был Моисей Хайзен, выросший в Массачусетсе экспатриант, имевший владения около Сен-Жана и из-за плохого отношения к себе со стороны британцев решивший перейти на сторону Монтгомери. Он имел боевой опыт во время участия во франко-индейской войне, где руководил Вторым канадским полком в течение всей войны.
Перед отъездом из Монреаля в Квебек Ричард Монтгомери опубликовал обращение к местному населению, сообщив, что Конгресс хочет присоединения к его борьбе за Квебек. Также он вступил в общение с симпатизирующим колонистам местным населением о проведении съезда для избрания делегатов в Конгресс. Ричард направил сообщение генералу Скайлеру с просьбой прислать делегацию для активизации дипломатической деятельности.
После взятия Монреаля большая часть добровольцев покинула армию Монтгомери в связи с окончанием срока службы. Позже он использовал несколько захваченных судов чтобы 28 ноября с 300 солдатами двинуться на Квебек, оставив в захваченном городе 200 человек под командованием генерала Дэвида Вустера. По дороге к его отряду присоединился только что созданный Джэймсом Ливингстоном Первый канадский полк численностью 200 человек.

## Экспедиция Арнольда
Бенедикт Арнольд после неудавшейся попытки возглавить экспедицию в Шамплейн вернулся в Кембридж и предложил Джорджу Вашингтону организовать атаку на город Квебек с востока. Последний поддержал эту идею и предоставил генералу 1 000 человек, усилив отряд стрелками Даниэля Моргана. Войско Арнольда отплыло из Ньюберипорта в Массачусетсе к устью реки Кеннебек, а затем прибыло к форту Западный (нынешняя Огаста в штате Мэн).
Будучи фактически у ворот Квебека, экспедиция попала в неприятности после ухода из штата Мэн, бывшего последним оплотом цивилизации на их пути до города. При многочисленных волоках в ходе движения вверх по реке Кеннебек часть кораблей утонула вместе с имевшимся на них запасом пороха и продовольствия. Местность между реками Кеннебек и рекой Шодьер являла собой болотистый клубок озёр и ручьёв, что вместе с неблагоприятными погодными условиями вынудило четверть отряда повернуть назад. Спуск вниз по течению Шодьера вылился в потерю дополнительных судов из-за отсутствия у солдат опыта управления ими в быстрых водах.
В ноябре Арнольд после 400 миль пустыни достиг поселений по реке Святого Лаврентия, хотя численность его сил снизилась до 600 человек. Когда 14 ноября американцы достигли полей Абраама, Бенедикт выслал переговорщика с белым флагом с требованием капитуляции, однако британцы ответили отказом. Не имевшие артиллерии и слабо пригодные к боевым действиям бунтовщики оказались перед укреплённым городом. Имея данные о планируемой вылазке осаждённых, 19 ноября Арнольд отступил к Пуант-Окс-Трамбль для ожидания Монтгомери. В это время Гай Карлтон прибыл в Квебек после своего поражения в Монреале.
2 декабря Монтгомери прибыл по реке из Монреаля вместе с 500 солдатами, имея при себе захваченные британские припасы и зимнюю одежду. Объединённые силы, имевшие планы захватить Квебек, спустя три дня расположились на долине Авраама и начали осаду.

## Осада Квебека
Во время организации атаки на город, к Монтгомери обратился проживавший рядом с Труа-Ривьером француз Кристоф Пелиссьер, работавший на металлургическом заводе Сент-Морис. Он предложил не организовывать провинциальную конвенцию до взятия города Квебек, так как до этого момента местные жители не могли чувствовать себя в безопасности. Также было условлено, что завод начнёт снабжать осаждающих боеприпасами, что продолжалось вплоть до американского отступления в мае 1776 года (Пелиссьер тогда отбыл во Францию).
Монтгомери присоединился к Арнольду и Джеймсу Ливингстону во время нападения на город 31 декабря 1775 года. Малочисленные и не имевшие тактических преимуществ американцы понесли сокрушительное поражение от Карлтона. Монтгомери был убит, Арнольд ранен, а многие попали в плен, включая Даниэля Моргана. После битвы Арнольд отправил Моисея Хэйзена и Эдварда Антилла с вестью о поражении и просьбой о поддержке к Вустеру в Монреаль и находившемуся в Филадельфии Конгрессу.
Карлтон принял решение не преследовать американцев, ожидая внутри города прибытия подкреплений весной 1776 года. Арнольд продолжал осаду до марта 1776 года, когда ему было приказано заменить в Монреале Вустера. Всё это время осаждавшие страдали от тяжёлых погодных условий вспышки оспы, но выбывших заменяли ежемесячно прибывавшие подкрепления. 14 марта мельник Жан-Батист Шассёр, живший ниже по течению реки от города, сообщил Карлтону о том, что 200 человек на южном берегу реки готовы бороться с американцами. Они были мобилизованы, но в бою при Сен-Пьере были разбиты проамериканским местным ополчением, находившимся на южном берегу реки.
Ещё не зная о поражении в Квебеке, Конгресс санкционировал отправку на это театр войны 6 500 дополнительных солдат. Всю зиму войска прибывали в Монреаль и лагерь у Квебека. К концу года силы осаждавших достигли 3 000 человек, но четверть из них была непригодна к службе. в первую очередь из-за оспы. Также Ливингстон и Хэйзен пессимистично оценивали верность и настрой 500 служивших под их началом канадцев, учитывая также поддержку местным населением британских властей.
В Конгрессе были противоречия из-за просьбы Арнольда назначить более опытного офицера для ведения осады. Сперва выбор пал на генерал-майора Чарльза Ли, получившего серьёзный опыт во время службы в британской армии, который должен был вступить в новую должность в январе. Спустя неделю конгрессмены решили направить Ли в южные штаты для борьбы с возможным британским вторжением (Британская атака была отбита в июне 1776 года в бою у форта Салливана.). В итоге было решено назначить генерал Джона Томаса, участвовавшего в осаде Бостона.

## События в Монреале
Когда генерал Монтгомери оставил Монреаль ради осады Квебека, управление городом было передано в руки коннектикутского бригадного генерала Дэвида Вустера. При нём первоначально хорошие отношения с местным населением быстро испортились. После обещаний даровать жителям американские идеалы, он начал аресты лоялистов и угрожал подобным каждому противнику американского присутствия. параллельно разоружению подверглось несколько общин и были попытки получить с местных ополченцев королевские комиссионные. Сопротивлявшиеся были подвергнуты аресту и направлены в форт Шамбли. Подобные шаги в купе с тем, что американцы оплачивали поставки припасов и предоставляемые услуги большей частью бумажными купюрами, а не монетами отвратило население захваченных областей от участников экспедиции. 20 марта Вустер покинул город ради ведения осады Квебека, оставив свой пост Моисею Хэйзену и 2-му Канадскому полку вплоть до прибытия Арнольда 19 апреля.
29 апреля делегация их трёх участников второго континентального конгресса вместе с американским священником-иезуитом Джоном Кэрроллом и французским художником Флери Месплетом из Филадельфии прибыла в Монреаль. Конгресс поставил перед ними задачу изучить ситуацию в городе и постараться склонить население на сторону восставших. Делегация, куда входил и Бенджамин Франклин не смогла выполнить поставленные условия, так как отношения были уже испорчены. Делегаты не смогли навести порядок в сложившихся товарно-денежных отношениях между колонистами и местным населением. Попытка заручиться поддержкой местного католического духовенства закончилась провалом, так как акт о Квебеке от 1774 года снимал все ограничения касательно исповедания их веры. Флери Меспле, предоставивший горожанам типографский пресс больше ничего не успел сделать. Франклин и Кэрролл оставили Монреаль 11 мая после известий о поражении под Квебеком, после чего вернулись в Филадельфию. Оставшиеся два делегата — Сэмюэль Чейс и Чарльз Кэрролл проанализировали военное состоянии на юге и востоке Монреаля, придя к выводу о хороших условиях обороны. 27 мая они написали доклад Конгрессу о сложившейся ситуации, после чего отправились на юг.

### Сидарс
Выше по течению реки от Монреаля располагалась серия небольших британских гарнизонов, оставшиеся не тронутыми американцами. С наступлением весны отряды племён кайюга, сенека и миссиссога начали собираться у форта Освегатчи, предоставив в распоряжении его командира — капитана Джорджа Форстера необходимую силу для борьбы с американцами. Вербовка осуществлялась по рекомендациям сбежавших из Монреаля лоялистов. Кроме того, Вустер запретил торговлю с индейцами, жившими выше по течению реки, из-за опасений что этими товарами могут воспользоваться британцы. Это разозлило местных купцов, и делегация конгресса отменила запрет.
Дабы предотвратить возможное снабжение британских войск и в ответ на слухи о индейских сборах, Моисей Хэйзен направил полковника Тимоти Бедела вместе с 390 солдатами вверх по реке на 40 миль (64 километра) в Ле-Седр, где они начали возводить укрепления. Форстер был предупреждён индейскими шпионами и лоялистами об этих манёврах, и 15 мая выдвинулся вниз по течению с отрядом в 250 человек, основу которого составили индейцы, милиция и регулярные силы. В ходе нескольких стычек, известных как бой при Сидарсе, лейтенант Бедела Исаак Баттерфилд 18 мая сдался со всеми со своими силами, на следующий день в плен к британцам перешли 100 человек из подошедшего подкрепления.

### Кенз-Шен
Узнав о поражении, Арнольд начал собирать силы для восстановления позиций в этом районе, и закрепился в Лашине, находившимся выше по течению реки от Монреаля. Форстер, оставивший пленников в Ле-Седре, двинулся к Монреалю с отрядом в 500 человек, 24 мая получил информацию о расположении Арнольда и что тот ожидает подкреплений, численно превосходящие британские силы. Так как его силы сокращались, он разработал договорённость об обмене захваченных американцев на находившихся пленниками в форте Сен-Жан британцев. После короткой пушечной канонады в Кенз-Шен Арнольд подтвердил обмен, состоявшийся между 27 и 30 мая.

## Прибытие подкреплений

### Американского
Генерал Джон Томас не мог наступать на север вплоть до конца апреля из-за замёрзшего озера Шаплейн. Обеспокоенный докладами о болезнях в отряде, он запросил Вашингтона прислать усиления. По прибытии в Монреаль он узнал о том, что многие солдаты обещали оставаться в армии до 15 апреля, после чего настаивали на своём возвращении домой. Так, полк с приписанными к нему 750 солдатами отплыл на север только с 75 из них. Это заставило Конгресс попросить генерала Вашингтона санкционировать просьбу Томаса. В конце апреля тот отправил из Нью-Йорка 10 подразделений, ведомых генералами Уильямом Томпсоном и Джоном Салливаном. Этот шаг сильно снизил собственные силы Вашингтона, готовившегося к отражению британской атаки в этом месте. Параллельно существовала транспортная проблема из-за нехватки парусного флота на озёрах Джордж и Шамплейн для перевозки подкреплений и сложности в поставке припасов в сам Квебек. По этой причине Салливану пришлось задержаться в Тикондероге, из-за чего в Сорель его люди прибыли лишь в начале июня.
Генерал Вустер прибыл с подкреплением в лагерь американцев под Квебеком в начале апреля. Пополнения прибывали с юга в меньших размерах вплоть до прибытия генерала Томаса в конце апреля. Номинально он принял под своё командование 2 000 человек, но по факту их число было меньше из-за последствий бушевавшей оспы и суровой канадской зимы. 2 мая возникли слухи о прибытии по реке британских кораблей, и Томас 5 мая решил эвакуировать свои силы вместе с больными в Труа-Ривьер. Позже в этот день он получил донесение о том, что 15 кораблей были на расстоянии 40 лиг от города, ожидая благоприятных погодных условий для дальнейшего продвижения. Эвакуация лагеря началась на следующий день, и ускорилась, когда ветер изменился, и 3 британских корабля проникли в Квебек.

### Британского
После прибытия в Лондон новостей о сражении при Лескингтоне и Конкорде правительство лорда Фредерика Норта осознало необходимость привлечения иностранной военной силы для подавления мятежа в Северной Америке. Просьба к правившей Российской империей Екатерине Великой была ею отклонена, но несколько германских княжеств Священной римской империи согласились помочь Великобритании. В 1776 году из 50 000 солдат британской армии треть составили немцы, уроженцы ландграфства Гессен-Кассель и графства Гессен-Ханау, что дало повод именовать эти войска гессенцами. Из 50 000 солдат примерно 11 000 было направлено в Квебек. Отряды из Гессен-Ханау и Брауншвейг-Люнебурга в феврале 1776 года отплыли в город Корк, и объединившись с перевозившим британские войска конвоем приплыли в Северную Америку в начале апреля.
Карлетон, знавший об активности в американском лагере, быстро организовал выгрузку подкреплений и около полудня направил отряд в 900 человек разведать ситуацию. Среди колонистов началась паника, вылившаяся в повальное отступление. Надеясь победить с минимальными потерями, губернатор отправил вверх по реке корабли для беспокойства противника и возможной блокады. В британский плен попало много раненых и больных, а также боеспособный отряд, охранявший южную сторону реки Святого Лаврентия. Отступавшие в спешке сепаратисты оставили противнику пушки и порох. Американцы перегруппировались в 19 часов за сорок миль от Квебека в Дешамбо. Томас организовал военный совет, где большинство высказалось за отступление, он решил оставить здесь 500 человек, позволив остальным уйти в Сорель. В Монреаль было отправлено просьба о материальной помощи, так как многие из солдат имели при себе лишь собственную одежду и провиант на несколько дней.
Делегация Конгресса в Монреале узнав об этом событии решила больше не удерживать реку Святого Лаврентия, и оставила в Дешамбо небольшой отряд. Так и не получивший ответа за шесть дней Томас начал отступать к Труа-Ривьеру, но только после схватки с высадившимися с британских кораблей отрядами. Американцы достигли пункта назначения 15 мая, и оставили там больных и отряд из Нью-Джерси для их защиты. К 18 мая оставшиеся силы присоединились к отряду генерала Томпсона в Сореле, где 21 числа состоялась его встреча с делегацией Конгресса. В тот день Томас заболел оспой и умер 2 июня, все его дела были переданы Томпсону.

## Контрнаступление Карлтона

### Труа-Ривьер
6 мая 1776 года небольшая эскадра британских судов под руководством капитана Чарльза Дугласа прибыла в Квебек с продовольствием и отрядом в 3 000 человек, ускорив отступление противника к Сореле. Но генерал Карлтон не принимал никаких серьёзных мер вплоть до 22 мая, когда выдвинулся к Труа-Ривьеру с 29-м и 47-м полками. Узнав об успехе Форстера в Ле-Седре, вместо форсированного марша он вернулся в город Квебек, отдав командование в Труа-Ривьере Аллену Маклену. Здесь тот встретился с лейтенант-генералом Джоном Бергойном, прибывшим 1 июня с большим отрядом, основу которого составляли ирландские рекруты и гессенские наёмники, и военным денежным фондом.
Колонисты в Сореле прознав о том, что в Труа-Ривьере осталось «лишь 300 человек» решили отбить город у противника. Не зная о прибытии основных британских сил и не учитывая географию местности около города, генерал Томпсон с 2 000 бойцами сначала оказался в болоте, а затем попал под удар усиленной британской группировки. В бою были пленены Томпсон и многие старшие офицеры, а также 200 человек и большая часть предназначенных для экспедиции кораблей, что значило конец американской оккупации Квебека. Их силы в Сореле, уже под руководством Салливана, были вынуждены отступить. Карлтон снова не воспользовался полученным преимуществом, возвратив пленников в Нью-Йорк ещё в августе.

### Отступление к Краун-Пойнту
14 июня Карлтон вместе с армией отплыл к Сорелю. Прибыв в этот день, они обнаружили утренний уход колонистов из Сореля вверх по течению реке Ришельё к Чамбли и Сен-Жану. В отличие от ситуации с Квебеком, американцы организованно покинули город, хотя часть отряда была отделена от главных сил из-за прибывшей британской флотилией, так что им пришлось двигаться к Монреалю чтобы соединиться с Арнольдом. Губернатор приказал генералу Бергойну во главе отряда в 4 000 солдат продвигаться вверх по реке Ришельё вслед за отступающими американцами, пока Карлтон продолжил плавание к Монреалю>.
В Монреале Арнольд не зная о событиях, произошедших ниже по течению, закончил переговоры с Форстером. Посланник был направлен к Сорелю 15 июня с новостями от генерала Салливана и обнаружил флот Карлтона, после чего бежал на берег и на украденном коне возвратился в Монреаль. В течение четырёх часов Арнольд и расположенные гарнизоны около Монреаля покинули город (попытавшись сжечь его перед этим), отдав его в руки местной милиции. Флот Карлтона прибыл сюда 17 июня.
17 июня отряд Арнольда достигли главной армии около Сен-Жана. Салливан не мог участвовать в военных действиях, и после брифинга было решено уходить к Краун-Пойнту. Американцы покинули Сен-Жан буквально за несколько минут до прибытия туда людей Бергойна.
Остатки американской армии прибыли в Краун-Пойнт в начале июля. Но кампания на этом не окончилась, так как британцы продолжили военные действия.

### Строительство флота и действия канадских властей
Американцы действовали осторожно при отступлении до реки Ришельё и озера Шамплейн, уничтожая при этом все корабли, которые не могли забрать с собой. Это заставило британцев организовать работу по созданию новых кораблей на несколько месяцев, 28 сентября Карлтон доложил в Лондон о том, что надеется на скорое прибытие флота. Когда генералы Арнольд и Аллен захватили Тикондерогу, ими был заложен небольшой флот для патрулирования озера Шамплейн.
Когда британцы готовили флота для контратаки Арнольда, Карлтон занимался делами в Монреале. До отступления американцев из города Квебек он сформировал комитеты для изучения отношения местных жителей к колонистам, и отправил их в деревни для ареста активных участников действий колонистов, многие из которых были уже задержаны лоялистами. К моменту его прибытия в Монреаль подобные комиссии были и там.

### Остров Валькур
Генерал Горацио Гейтс получил командование над северными подразделениями Континентальной армии в начале июля и перевёл большую их часть в Тикондерогу, оставив в Краун-Пойнте 300 солдат. В Тикондероге бойцы занялись улучшением укреплений, а в это время Арнольд получил задание построить в Краун-Пойнте флотилию. В течение лета в Тикондероге скапливались американские силы, в итоге достигнув отметки в 10 000 человек. Небольшой отряд корабелов расположился в Скенеборо (в настоящее время Уайтхолл) для строительства кораблей с целью защиты озера.
7 октября Карлтон начал движение, и 9 числа британский флот расположился на озере Шамплейн. В сражении у озера Валькур 11 октября британцы нанесли серьёзнейший урон флотилии Арнольда, заставив его отступить к Краун-Пойнту. Осознавая, что там он не выдержит атаки противника, американский генерал отступил к Тикондероге, позволив оккупировать покинутый форт 17 октября.
Войска Карлтона пробыли там две недели, при этом некоторые отряды были на расстоянии трёх миль от Тикондероги, стремясь привлечь войска Гейтса. 2 ноября британцы ушли на зимние квартиры в Квебек.

## Последствия
Вторжение в Квебек закончилось для американских войск катастрофой, но организованное Арнольдом отступление вместе с действием флота на озере Шамплейн отложили ответные действия британцев на этом участке войны до 1777 года. Гай Карлтон подвергся резкой критике со стороны Бергойна за пассивное преследование отступавших мятежников. На основе этих данных и отрицательном отношении к Карлтону со стороны госсекретаря по делам колоний лорда Джермейна, командование над британскими войсками в военных действиях 1777 года было передано генералу Бергойну (из-за этого Карлтон подал в отставку с поста губернатора Квебека).
Значительная часть Континентальных сил вместе с генералами Гейтсом и Арнольдом в ноябре покинули Тикондерогу и передислоцировались на юг для помощи Джорджу Вашингтону (к тому моменту он потерял контроль над Нью-Йорком и к началу декабря вступил в Пенсильванию форсировав реку Делавэр, предоставив британцам свободу действий в Нью-Джерси). Завоевание Квебека и других британских колоний оставалось целью конгресса в течение всей войны, но поддержавший вторжение Джордж Вашингтон считал невыгодными изъятие для этих целей людей и ресурсов с театров основных военных действий, так что эти планы не были реализованы.
Во время мирных переговоров в Париже, американские посланники во главе с Бенджамином Франклином требовали по итогам войны передачи всего Квебека. Однако США удалось получить только территорию Огайо, бывшей частью Квебека согласно одноименному акту с 1774 года.
Во время англо-американской войны 1812—1815 годов американцы снова организовали наступление в британскую Северную Америку, во время которой надеялись на поддержку местного населения. Провал этой военной операции обрёл важное место в канадской истории, и считается датой возникновения канадской идентичности.

### Статьи
- Nelson, Paul David. Guy Carleton versus Benedict Arnold: The Campaign of 1776 in Canada and on Lake Champlain (англ.) // New York History. — Cornell University Press, 1976. — Vol. 57, iss. 3. — P. 339—366.